# 98e bataillon de défense territoriale « Azov-Dnipro »
Le 98e bataillon de défense territoriale « Azov-Dnipro » est une unité militaire ukrainienne de la Force de défense territoriale, créée en février 2022 et dissoute en janvier 2023. Le bataillon était dirigé par Rodion Koudriachov (uk) et basé dans la ville de Dnipro.

## Histoire
Lors de l'invasion russe de l'Ukraine, le bataillon est stationné dans la ville d'Orikhiv, dans l'oblast de Zaporijjia, dans le cadre de la défense contre l'opération offensive russe dans le sud de l'Ukraine. Le 13 mai 2022, le bataillon diffuse des images d'une attaque contre un poste militaire russe près d'Orikhiv, qui montrent la destruction d'un dépôt de munitions russe,. 
En janvier 2023, une réorganisation majeure a lieu au sein du bataillon. Il est transféré à la 3e brigade d'assaut. Dans ce processus, la 3e compagnie « Azov » se transforme en 3e compagnie d'assaut du 1er bataillon d'infanterie d'assaut. Parallèlement, les autres composantes du bataillon initial constituent désormais le 1er bataillon mécanisé (uk),,.